# Autowijding (Pollare)

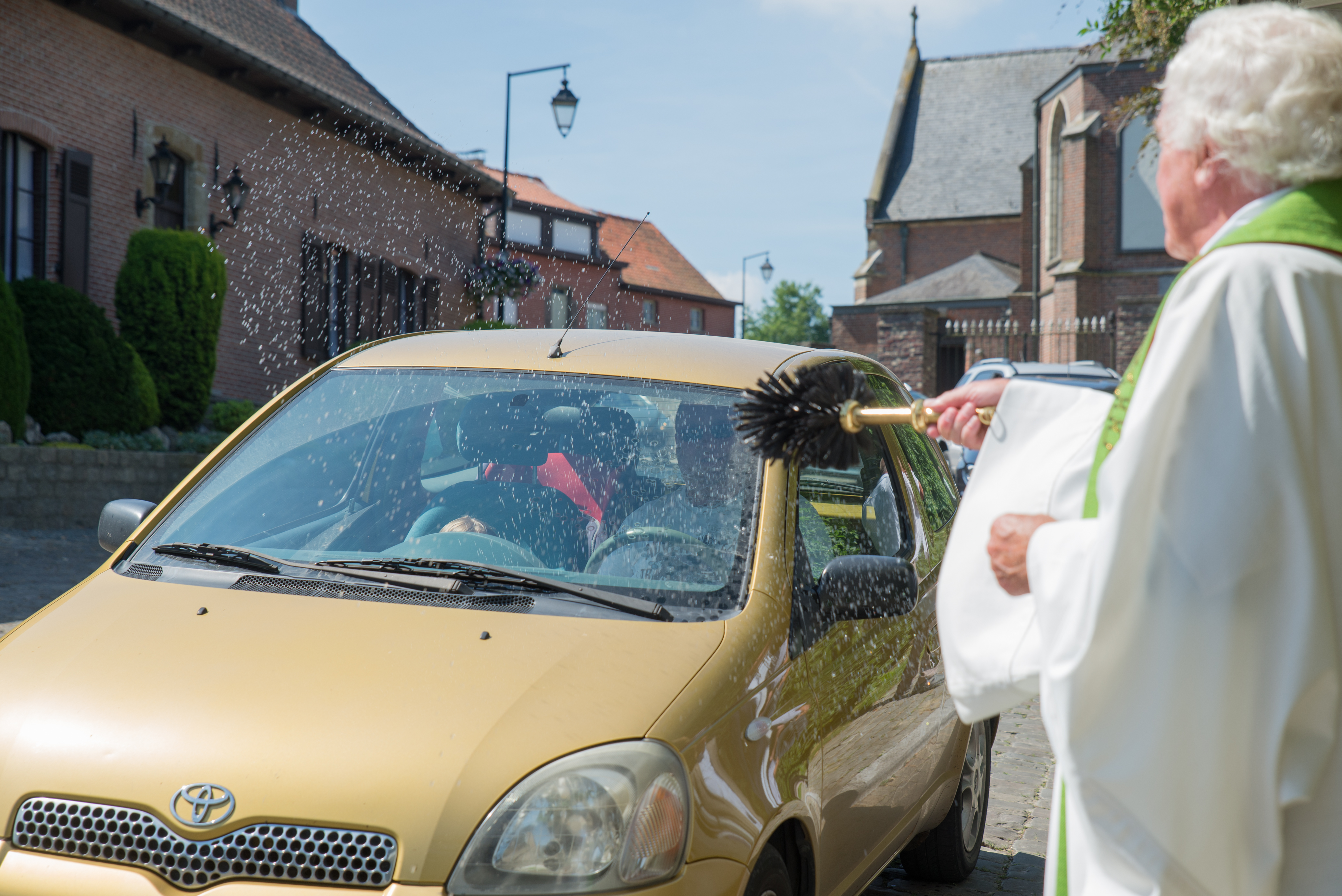
Autowijding Pollare 2017

Elke derde zondag van juni wordt in Pollare, op de steile flanken van de Dendervallei, de traditionele autowijding gehouden. Auto’s, motors en andere vervoersmiddelen worden gezegend op de Sint-Kristoffelberg. 

## Geschiedenis
Al sinds 1937 zorgt het Broederschap van Sint-Kristoffel er voor dat autobestuurders, motorrijders, wagenmenners, paardrijders en fietsers veilig op weg kunnen. Sint-Kristoffel is immers al generaties lang de patroonheilige van Pollare en sinds begin 20ste eeuw ook de patroonheilige van alle weggebruikers en reizigers.
In 1937 richtte de volksvertegenwoordiger Karel Fransman (1902 - 1986) het Broederschap van Sint-Kristoffel op uit dankbaarheid omdat hij dan zonder schrammetje uit een zwaar verkeersongeval kwam. Hij kreeg bij de oprichting van het Broederschap de hulp van pastoor Corteville en enkele prominenten uit de streek. Op twee oorlogsjaren na vond de wijding altijd plaats. Al bij de eerste autowijding op 1 augustus 1937 werden er zo’n 200 auto’s gewijd.
Door de coronacrisis kon de autowijding drie jaar op rij niet doorgaan. Tot de corona-epidemie vonden er twee autowijdingen plaats: zowel de tweede als de derde zondag van juni. Vandaag de dag (anno 2024) is de autowijding vooral een volksfeest dat ook hoffelijkheid en veiligheid in het verkeer wil promoten. Er worden nog zo’n 300 auto’s gewijd.